# Hua Shan
Planina Hua (kineski: 华山; pinyin: Huà Shān; tj. „Planina lotusa”) je planina velikog povijesnog i kulturnog značaja za Kineze. Nalazi se iznad grada Huayina (120 kilometara od Xi'ana) u pokrajini Shaanxi (Kina) i jedna je od „Pet svetih planina”. Huashan je dobio ime po svojih pet vrhova koji, kad se gledaju izdaleka, podsjećaju na lotosov cvijet. Od njih najviši je Južni vrh visine 2.154,9 m.
Još od ranog 2.  tisućljeća pr. Kr. na planini Hua je postojao taoistički hram poznat kao „Svetište zapadnog vrha”, smješten u podnožju Zapadnog vrha. Taoisti su vjerovali kako na planini živi bog podzemlja, te je hram služio za kontakt medija s ovim bogom. Na planini Hua postoje različiti hramovi i druge vjerske građevine na njegovim liticama i vrhovima. Tako je na obronku planine i „Klaustar izvora žada” (玉泉院), posvećen Chen Tuanu, taoističkom monahu koji je proveo svoje zadnje dane na Zapadnom vrhu. Za razliku od Taishana, koji je postao mjestom hodočašća, Huashan je zbog nepristupačnosti svojih litica imao ograničen broj posjetitelja, tek neki dvorjani i lokalni hodočasnici. No, Huashan je postao slavan po svojim ljekovitim biljkama od kojih se dobivaju moćni lijekovi. Naime, Taoisti su je poznavali kao planinu bogatstva jer se prema tradiciji bogatstvo mjeri raznolikošću vrsta koje žive na zemlji. Zbog toga je Huashan stoljećima obožavan kao mjesto prirodnog bogatstva i 2001. godine predloženo je da postane UNESCO-ova svjetska baština u Kini

## Prirodne odlike
Zemljopisno područje je formacija stijena tipičnih granitnih oblika koji su se počeli stvarati prije 70 milijuna godina (mezozoik), uzrokujući njezinu strmost. Trenutno su u Huashanu zabilježene 323 glavne prirodne ljepote i jako dobro sačuvan ekosustav. 
Vegetacija Huashana ima tipičnu vertikalnu distribuciju zbog strmine planine. Njegova raznolikost učinila je Huashan idealnim mjestom za proučavanje i istraživanje biološke evolucije i geografske raspodjele biljaka. Planina broji oko 1200 biljnih vrsta, a složenost i jedinstvenost okoliša Huashana vrlo je povoljna za diferencijaciju i razvoj novih vrsta (na planini se može pronaći oko 90 vrsta mutacija). Tu se nalazi pet endemskih vrsta i četrnaest kvazi-jedinstvenih vrsta. Dvije vrste nalaze se na popisu biljaka pod zaštitom države prve kategorije, a 17 vrsta pripadaju drugoj kategoriji. Na Huashanu postoji 474 vrsta ljekovitih biljaka, a oko 200 vrsta lako se može sakupiti na planini. 
Huashan je nastanjen mnogim vrstama divljih životinja od koji su 204 vrste kralježnjaka koje pripadaju u 24 obitelji i 65 redova. To uključuje više od 83 vrste životinja koje se tradicionalno povezuju s kineskom medicinom. Na planini se mogu pronaći 122 vrste ptica iz 14 obitelji i 36 redova, te 52 vrsta sisavaca iz 5 obitelji i 17 redova, 20 vrsta vodozemnih gmazova, 9 vrsta riba i preko 1500 vrsta insekata koji pripadaju u oko 20 obitelji. Zabilježeno su 123 rijetke i vrijedne vrste, od kojih su 3 na popisu državne zaštite prve kategorije, a 20 je u drugoj kategoriji i jedna je zaštićena na razini provincije.
- Strme stube koje vode na planinu
- Paviljon šaha viđen s Istočnog vrha

## Vanjske poveznice
|  | Zajednički poslužitelj ima još gradiva o temi Hua Shan |

- HuaShan put dasaka (engl.)